# Fundacja nr 1
Fundacja nr 1 – polska grupa muzyczna wykonująca hip-hop. Powstała w 1996 roku w Warszawie. Formacja była aktywna w latach 1996–1999, 2001, 2004 i 2006–2010. Jedyny album studyjny zespołu pt. Poste restante ukazał się w 2009 roku. Ostatni skład grupy tworzyli raperzy Felipe, Mieron, Jaźwa i Ward.

## Historia
Fundacja nr 1 powstała w 1996 roku w Warszawie z inicjatywy Felipe, Mierona, Jędkera, Warda, Skutera, Rozala i Jaźwy. W 1997 roku członkowie formacji wraz z duetem TPWC utworzyli kolektyw ZIP Skład. Rok później zespół zadebiutował na albumie producenckim DJ-a 600V – Produkcja hip-hop z utworem „Czas wtedy staje”. W 1999 roku po opuszczeniu składu przez Jędkera, Warda, Skutera i Rozala Fundacja nr 1 zaprzestała działalności. Dwa lata później skład nagrał jeden utwór – „F.RAPPREMIERA” na potrzeby kompilacji Projekt postawa – Co od dzisiaj jest istotne..., która ukazała się nakładem Universal Music Polska. W 2004 roku grupa dokonała jednorazowej reaktywacji. Formacja wystąpiła gościnnie na albumie Agendy pt. Coś do zrobienia. W 2006 roku Fundacja nr 1 ponownie wznowiła działalność w składzie: Felipe, Mieron, Jaźwa i Ward. Pod koniec tego samego roku na składankę Prosto Mixtape Deszczu Strugi trafiła piosenka formacji zatytułowana „Nic straconego”.
W 2008 roku zespół podpisał kontrakt z wytwórnią muzyczną Prosto opiewający na wydanie dwóch albumów. W międzyczasie grupa gościła na drugiej płycie TPWC – Ty przecież wiesz co w piosence „Suto wędlin kłaść na chleb”. Debiutancki album kwartetu zatytułowany Poste restante ukazał się 25 kwietnia 2009 roku. Produkcji nagrań podjęli się Czarny HIFI, DJ 600V, Szczur, Trojak, Łukasz Borowiecki, Zbyniu, Robson, Piooro, Ph7 i Kamilson. Z kolei wśród gości znaleźli się m.in. Juras, Bilon, ZIP Skład oraz Wigor. W ramach promocji płyty do utworu „Więzi muzyki” grupa filmowa Odnowa zrealizowała teledysk. Pod koniec 2009 roku ukazała się trzecia płyta TPWC – To prawdziwa wolność człowieka. Na albumie znalazł się zarejestrowany z udziałem Fundacji utwór pt. „Afera”. W 2010 roku autorska kompozycja Fundacji pt. „Nieśmiertelna nawijka (Prosto Remix)” ukazała się na kompilacji różnych wykonawców Prosto Mixtape 600V. Wkrótce potem zespół zaprzestał działalności.

## Dyskografia
Albumy
| Rok  | Dane dot. albumu                                          | Pozycja na liście |
| Rok  | Dane dot. albumu                                          | POL               |
| ---- | --------------------------------------------------------- | ----------------- |
| 2009 | Poste restante - Data: 25 kwietnia 2009 - Wydawca: Prosto | 39                |

Inne
| Rok  | Album                                                        | Utwór                                                  | Źródło |
| ---- | ------------------------------------------------------------ | ------------------------------------------------------ | ------ |
| 1998 | Produkcja hip-hop – DJ 600V                                  | „Czas wtedy staje” (gościnnie: Fundacja #1)            | [ 3 ]  |
| 1999 | Szejsetkilovolt – DJ 600V                                    | „THC, beat i rym” (gościnnie: Fundacja #1)             | [ 4 ]  |
| 2001 | Projekt postawa – Co od dzisiaj jest istotne... (kompilacja) | „F.RAPPREMIERA” – Fundacja nr 1                        | [ 5 ]  |
| 2004 | Coś do zrobienia – Agenda                                    | „Dlatego” (gościnnie: Fundacja #1, Włodi)              | [ 6 ]  |
| 2006 | Prosto Mixtape Deszczu Strugi (kompilacja)                   | „Nic straconego” – Fundacja nr 1                       | [ 7 ]  |
| 2008 | Ty przecież wiesz co – TPWC                                  | „Suto wędlin kłaść na chleb” (gościnnie: Fundacja #1)  | [ 8 ]  |
| 2009 | To prawdziwa wolność człowieka – TPWC                        | „Afera” (gościnnie: Fundacja #1)                       | [ 9 ]  |
| 2010 | Prosto Mixtape 600V (kompilacja)                             | „Nieśmiertelna nawijka (Prosto Remix)” – Fundacja nr 1 | [ 10 ] |

## Teledyski
| Rok  | Utwór          | Reżyseria | Album          | Źródło |
| ---- | -------------- | --------- | -------------- | ------ |
| 2009 | „Więzi muzyki” | Odnowa    | Poste restante | [ 11 ] |